# John Wusah
John Wusah (* in New York City, New York) ist ein taiwanisch-US-amerikanischer Schauspieler, Synchronsprecher, Filmproduzent, Filmregisseur, Drehbuchautor, Stunt Coordinator und Tänzer.

## Leben
Wusah wurde in New York City geboren, wo er auch aufwuchs. Er absolvierte seine Schauspielausbildung an der Royal Academy of Dramatic Art in London. Aufgrund seiner Tanzkenntnisse erwarb er eine Rollenbesetzung in einer Episode der Fernsehserie Shake It Up – Tanzen ist alles im Jahr 2012. Es folgten in den nächsten Jahren verschiedene Besetzungen in Kurzfilmen sowie eine wiederkehrende Rolle in der Fernsehserie The Comment Show. 2013 fungierte er im Kurzfilm Joey’s Poison als Stunt Coordinator. 2014 übernahm er die Hauptrolle des Reggie Parks im Kurzfilm ColorLines. 2016 hatte er im Kurzfilm Red Hood: Reborn erneut die Funktion eines Stunt Coordinators. Er hatte 2017 eine Episodenrolle in Marvel’s Agents of S.H.I.E.L.D. inne. 2018 spielte er die Rolle des Li Wei, des Anführers einer Kampfeinheit, im Abenteuerfernsehfilm Tomb Invader. 2019 verkörperte er die Rolle des Benjamin Lee in insgesamt vier Episoden der Fernsehserie Seven Days. Im selben Jahr wirkte er im Musikvideo zum Lied Good Thing der Sänger Zedd und Kehlani mit. 2021 stellte er in einer Episode der Fernsehserie Bosch die Rolle des Officer Koenigsberg dar. Im selben Jahr wirkte er in eine der Hauptrollen des Fernsehfilms Bullied No More mit.
Seit 2013 tritt Wusah als Produzent, Regisseur und Drehbuchautor von Kurzfilmen in Erscheinung. Seit demselben Jahr ist er in verschiedenen Film-, Serien- oder Computerspielproduktionen als Synchronsprecher zu hören.

## Filmografie (Auswahl)

### Schauspiel
- 2012: Shake It Up – Tanzen ist alles (Shake It Up, Fernsehserie, Episode 2x28)
- 2013: 245 (Kurzfilm)
- 2013: Joey’s Poison (Kurzfilm)
- 2013: The Comment Show (Fernsehserie, 2 Episoden)
- 2014: Valiant (Kurzfilm)
- 2014: ColorLines (Kurzfilm)
- 2014: Peruchazhi
- 2014: Jake & Megan’s Threesome (Kurzfilm)
- 2014: Perfect on Paper (Fernsehfilm)
- 2014: The Cringe Chronicles (Fernsehserie, Episode 2x01)
- 2014: The Wong Dojo (Kurzfilm)
- 2014: Sunday (Fernsehserie, Episode 1x04)
- 2014–2015: Film Lab Presents (Fernsehserie, 2 Episoden)
- 2015: The Scuttlebutt Assassins (Kurzfilm)
- 2015: Wingman Inc.
- 2015: Chronologie des Grauens (Murder Book, Fernsehdokuserie, Episode 2x01)
- 2015: The Night Job (Kurzfilm)
- 2016: Red Hood: Reborn
- 2016: A Chorus Line
- 2017: Marvel’s Agents of S.H.I.E.L.D. (Fernsehserie, Episode 5x01)
- 2017: Chris and Anthony (Kurzfilm)
- 2017: Lost Stars (Kurzfilm)
- 2018: Tomb Invader (Fernsehfilm)
- 2018: Hanging Dead
- 2018: The Coroner: I Speak for the Dead (Fernsehserie, Episode 3x05)
- 2019: People Magazine: Investigativ (Fernsehdokuserie, Episode 3x12)
- 2019: F the Plus: Stories of Failed Asian Excellence (Kurzfilm)
- 2019: In Full Bloom
- 2019: Seven Days (Fernsehserie, 4 Episoden)
- 2019–2020: L.A.’s Finest (Fernsehserie, 2 Episoden)
- 2020: White Terror
- 2020: The Prom
- 2020: Go Try (Kurzfilm)
- 2021: Bosch (Fernsehserie, Episode 7x05)
- 2021: Bullied No More (Fernsehfilm)
- 2021: Narcos: Mexico (Fernsehserie, Episode 3x02)
- 2022: The Rookie (Fernsehserie, Episode 4x21)

### Produktion
- 2013: 245 (Kurzfilm)
- 2013: Joey’s Poison (Kurzfilm)
- 2014: Valiant (Kurzfilm)
- 2014: ColorLines (Kurzfilm)
- 2015: The Scuttlebutt Assassins (Kurzfilm)
- 2017: Lost Stars (Kurzfilm)

### Drehbuchautor
- 2013: 245 (Kurzfilm)
- 2014: Valiant (Kurzfilm)
- 2014: ColorLines (Kurzfilm)
- 2014–2015: Film Lab Presents (Fernsehserie, 2 Episoden)
- 2015: The Scuttlebutt Assassins (Kurzfilm)
- 2017: Lost Stars (Kurzfilm)

### Regie
- 2013: Joey’s Poison (Kurzfilm)
- 2014–2015: Film Lab Presents (Fernsehserie, 2 Episoden)

## Synchronisationen (Auswahl)
- 2013: République (Computerspiel)
- 2015: Regular Show – Völlig abgedreht (Regular Show, Zeichentrickserie, Episode 7x15)
- 2018: Spider-Man (Computerspiel)
- 2018: Echo (Kurzfilm)